# Термін — сім днів
«Термін — сім днів» — радянський художній фільм 1991 року, знятий режисером Араїком Ернджакяном.

## Сюжет
Банальна історія кохання Чоловіка і Жінки, яке не склалося, відбувається на тлі міста, що саморуйнується. Міста, куди йдуть солдати і куди вже прийшли лжепророки. Тут уже нікого не дивують ні апостоли, які самі торгують у Храмі, ні Лже-Спаситель, який роздає 30 срібників Учням, які розписуються у відомостях…

## У ролях
- Ашот Адамян — Чоловік
- Нора Армані — Жінка
- Манана Мелконян — роль другого плану
- Аїда Саркісян — роль другого плану
- А. Мурадханян — роль другого плану
- Володимир Мкртчян — роль другого плану
- Юрій Костанян — роль другого плану
- Мікаел Погосян — роль другого плану
- Георгій Амірагов — роль другого плану
- Давид Бабаян — роль другого плану
- Карен Джанібекян — роль другого плану
- Леонард Саркісов — роль другого плану
- Едуард Бежанов — роль другого плану
- Костянтин Калафатіс — роль другого плану
- Левон Ігітян — роль другого плану
- Євгенія Подпомогова — роль другого плану
- Кріст Манарян — роль другого плану
- Григорій Багдасарян — роль другого плану

## Знімальна група
- Режисер — Араїк Ернджакян
- Сценарист — Араїк Ернджакян
- Оператор — Артем Мелкумян
- Композитор — Артем Карталян
- Художник — Євгенія Саркісян